# دار قيس (مناخة)

تعديل مصدري - تعديل

دار قيس هي إحدى قرى عزلة بني حسن وحسين بمديرية مناخة التابعة لمحافظة صنعاء، بلغ تعداد سكانها 79 نسمة حسب تعداد اليمن لعام 2004.